# بیماری دست، پا و دهان
بیماری دست، پا و دهان (به انگلیسی: Hand Foot Mouth Disease) به اختصار HFMD یک بیماری ویروسی است که با بروز بثورات پوستی و جوش‌های تاولی در ناحیه دست و پا و دهان شناخته می‌شود. ویروس کوکساکی (Coxsackie A) و انتروویروس ۷۱ (EV71) ایجاد کنندهٔ این بیماری هستند. این بیماری در شیرخواران و کودکان کم سن و سال (۲ هفته تا ۳ ساله) و بزرگسالان (با درصد پایین) رخ می‌دهد و به شدت مسری و واگیردار هست و از طریق تماس نزدیک با فرد آلوده، تماس با مایعات داخل تاول، تماس با بزاق و ترشحات بینی و بوسیدن و بغل کردن منتقل می‌شود. در این بیماری انتظار عارضهٔ ویژه‌ای نمی‌رود ولی در هفته ابتدایی قابلیت سرایت بالایی دارد. بعد از بهبود نسبی تب و بثورات در هفته اول این بیماری می‌تواند تا چند هفته علائمی چون پوسته پوسته شدن نوک انگشتان دست و در برخی موارد
حتی افتادن و جایگزین شدن ناخن جدید در انگشتان دست را به همراه داشته باشد.همچنین در قسمت کف پا نیز ممکن است علائمی چون ورقه شدن پوست کف پا و التهاب آن را در پی داشته باشد. در کل می‌توان گفت در این بیماری ابتدا علائم به صورت شدید خود را نشان می‌دهد و سپس پس از ده روز تا چند هفته سایر علائم ذکر شده امکان بروز دارد. ضمنا  در شب ممکن است با گریه ‌‌درد  و بی قراری داشته باشد .

## علائم بالینی
- تب ناگهانی
- بدن درد
- افزایش فشار
- گلودرد همراه با وجود تاول و زخم در دهان و گلو
- سردرد
- بثورات و راش پوستی بدون خارش به صورت تاول دور دهان، کف دست‌ها، پاها و کشاله ران
- بی‌اشتهایی
- گاهی درد شکمی

## درمان
هیچ درمان ویژه‌ای برای بیماری دست-پا-دهان وجود ندارد. علایمی مانند تب و درد ناشی از زخم، ممکن است با استفاده از مسکن کاسته شود. HFMD یک بیماری ویروسی است که بسیاری از پزشکان دارویی برای این بیماری تجویز نمی‌کنند. عفونت در کودکان بزرگ‌تر، نوجوانان و بزرگ‌سالان به‌طور معمول خفیف است و در حدود یک هفته طول می‌کشد، و گاهی طولانی‌تر است. (البته میزان خفیف یا شدید بودن آن به میزان وضعیت عمومی جسم فرد بستگی دارد)
درصد بسیار کمی از افراد مبتلا، نیاز به بستری در بیمارستان پیدا می‌کنند که به‌طور عمده به خاطر بروز عوارض نادر عصبی (سرما خوردگی و سردرد) یا ادم ریوی یا خونریزی ریوی خواهد بود.
لازم است ذکر شود ممکن است پس از بهبود، به تدریج ناخن‌های دست یا پا دچار شکست و نهایتاً جدا شوند. البته این موضوع جای نگرانی ندارد. زیرا مجدد ناخن‌های جدید شکل گرفته و جای ناخن‌های قبلی را می‌گیرد. در این زمان نیز حفظ بهداشت فردی ضروری می‌باشد.